# Clairegoutte
Clairegoutte és un municipi francès situat al departament de l'Alt Saona i a la regió de Borgonya - Franc Comtat. L'any 2007 tenia 434 habitants.

## Demografia

### Població
El 2007 la població de fet de Clairegoutte era de 434 persones. Hi havia 168 famílies, de les quals 36 eren unipersonals (16 homes vivint sols i 20 dones vivint soles), 44 parelles sense fills, 68 parelles amb fills i 20 famílies monoparentals amb fills.
La població ha evolucionat segons el següent gràfic:
Habitants censats

### Habitatges
El 2007 hi havia 198 habitatges, 164 eren l'habitatge principal de la família, 15 eren segones residències i 18 estaven desocupats. 182 eren cases i 16 eren apartaments. Dels 164 habitatges principals, 129 estaven ocupats pels seus propietaris, 34 estaven llogats i ocupats pels llogaters i 1 estava cedit a títol gratuït; 1 tenia una cambra, 5 en tenien dues, 25 en tenien tres, 57 en tenien quatre i 77 en tenien cinc o més. 126 habitatges disposaven pel capbaix d'una plaça de pàrquing. A 65 habitatges hi havia un automòbil i a 82 n'hi havia dos o més.

### Piràmide de població
La piràmide de població per edats i sexe el 2009 era:
| Homes | Edats   | Dones |
| ----- | ------- | ----- |
| 0     | 95 o +  | 4     |
| 4     | 90 a 94 | 0     |
| 4     | 85 a 89 | 8     |
| 0     | 80 a 84 | 4     |
| 0     | 75 a 79 | 4     |
| 8     | 70 a 74 | 4     |
| 4     | 65 a 69 | 12    |
| 12    | 60 a 64 | 4     |
| 16    | 55 a 59 | 12    |
| 12    | 50 a 54 | 12    |
| 20    | 45 a 49 | 8     |
| 16    | 40 a 44 | 16    |
| 4     | 35 a 39 | 16    |
| 20    | 30 a 34 | 20    |
| 16    | 25 a 29 | 8     |
| 20    | 20 a 24 | 8     |
| 0     | 15 a 19 | 20    |
| 32    | 10 a 14 | 4     |
| 8     | 5 a 9   | 20    |
| 12    | 0 a 4   | 24    |

## Economia
El 2007 la població en edat de treballar era de 292 persones, 210 eren actives i 82 eren inactives. De les 210 persones actives 177 estaven ocupades (109 homes i 68 dones) i 33 estaven aturades (15 homes i 18 dones). De les 82 persones inactives 19 estaven jubilades, 29 estaven estudiant i 34 estaven classificades com a «altres inactius».

### Ingressos
El 2009 a Clairegoutte hi havia 165 unitats fiscals que integraven 420 persones, la mediana anual d'ingressos fiscals per persona era de 15.686 €.

### Activitats econòmiques
Dels 9 establiments que hi havia el 2007, 1 era d'una empresa alimentària, 1 d'una empresa de fabricació de material elèctric, 3 d'empreses de fabricació d'altres productes industrials, 1 d'una empresa de construcció, 1 d'una empresa de transport, 1 d'una empresa d'hostatgeria i restauració i 1 d'una empresa financera.
Dels 2 establiments de servei als particulars que hi havia el 2009, 1 era una oficina de correu i 1 guixaire pintor.
L'únic establiment comercial que hi havia el 2009 era una fleca.
L'any 2000 a Clairegoutte hi havia 3 explotacions agrícoles.

## Equipaments sanitaris i escolars
El 2009 hi havia una escola elemental integrada dins d'un grup escolar amb les comunes properes formant una escola dispersa.

## Poblacions més properes
El següent diagrama mostra les poblacions més properes.